# Club Deportivo Sport Loreto
O Club Deportivo Sport Loreto, mais conhecido como Sport Loreto, é um clube de futebol profissional peruano. Fundado em 03 de setembro de 1939 em Pucallpa, disputa suas partidas como mandante no Estádio Aliardo Sproa, com capacidade para 25.000 pessoas. Suas cores tradicionais são o branco e o vermelho.